# 賴品超
賴品超教授（英語：Prof. LAI Pan Chiu），是宗教研究學者，現任香港中文大學文學院副院長、文化及宗教研究系教授（宗教研究）、漢語基督教文化研究所學術委員會主席。

## 簡歷
賴品超，1985年畢業於香港中文大學宗教系獲文學士學位，1987年於崇基神學組獲得道學碩學位，之後遠赴英國深造，研究系統神學，1991年獲倫敦大學國王學院哲學博士學位。他曾任英國密德薩斯大學哲宗系講師。
1996起，賴品超任教於香港中文大學宗教系、文化及宗教研究系（2004年，宗教系與現代語言及文化研究學系的文化研究組別合併，成為「文化及宗教研究系」），歷任系主任（2002-2008），天主教研究中心主任（2005-2008）、人間佛教研究中心主任（2005-2008），2004年起擔任文學院副院長。主要研究包括：中國基督教神學、現代基督教思想、宗教對話、基督教與中國文化、環境倫理、宗教與自然科學。

## 獎項
- 2012年，賴品超著作的《大乘基督教神學：漢語神學的思想實驗》[5]獲得第33屆「湯清基督教文藝獎」神學著作組推薦獎。[6]

## 著作
- 賴品超：《開放與委身：田立克的神學與宗教對話》。香港：基督教中國宗教文化研究社，2000。
- 賴品超：《邊緣上的神學反思 ─ 徘徊在大學、教會與社會之間》。香港：基督教文藝出版社，2001。
- 賴品超、何建明、蘇遠泰、何慶昌、陳偉強：《近代中國佛教與基督宗教的相遇》。香港：道風書社，2003。修訂版：《佛耶對話：近代中國佛教與基督宗教的相遇》。北京： 宗教文化出版社，2008。
- 賴品超：《傳承與轉化：基督教神學與諸文化傳統》。香港：文藝出版社,，2006。
- 賴品超、林宏星：《儒耶對話與生態關懷》。北京：宗教文化出版社，2006。
- 賴品超：《多元、分歧與認同：神學與文化的探索》。新北市：中原大學宗教研究所／台灣基督教文藝出版社，2011。
- 賴品超：《大乘基督教神學：漢語神學的思想實驗》。香港：道風書社，2011。ISBN 9789628911554。
- 賴品超、林子淳、蘇遠泰：《是敵？是友？科學與宗教的多元關係》。香港：明風出版社，2012。
- 賴品超：《廣場上的漢語神學：從神學到基督宗教研究》。香港：道風書社，2014。